# Gouvernement Tomsk

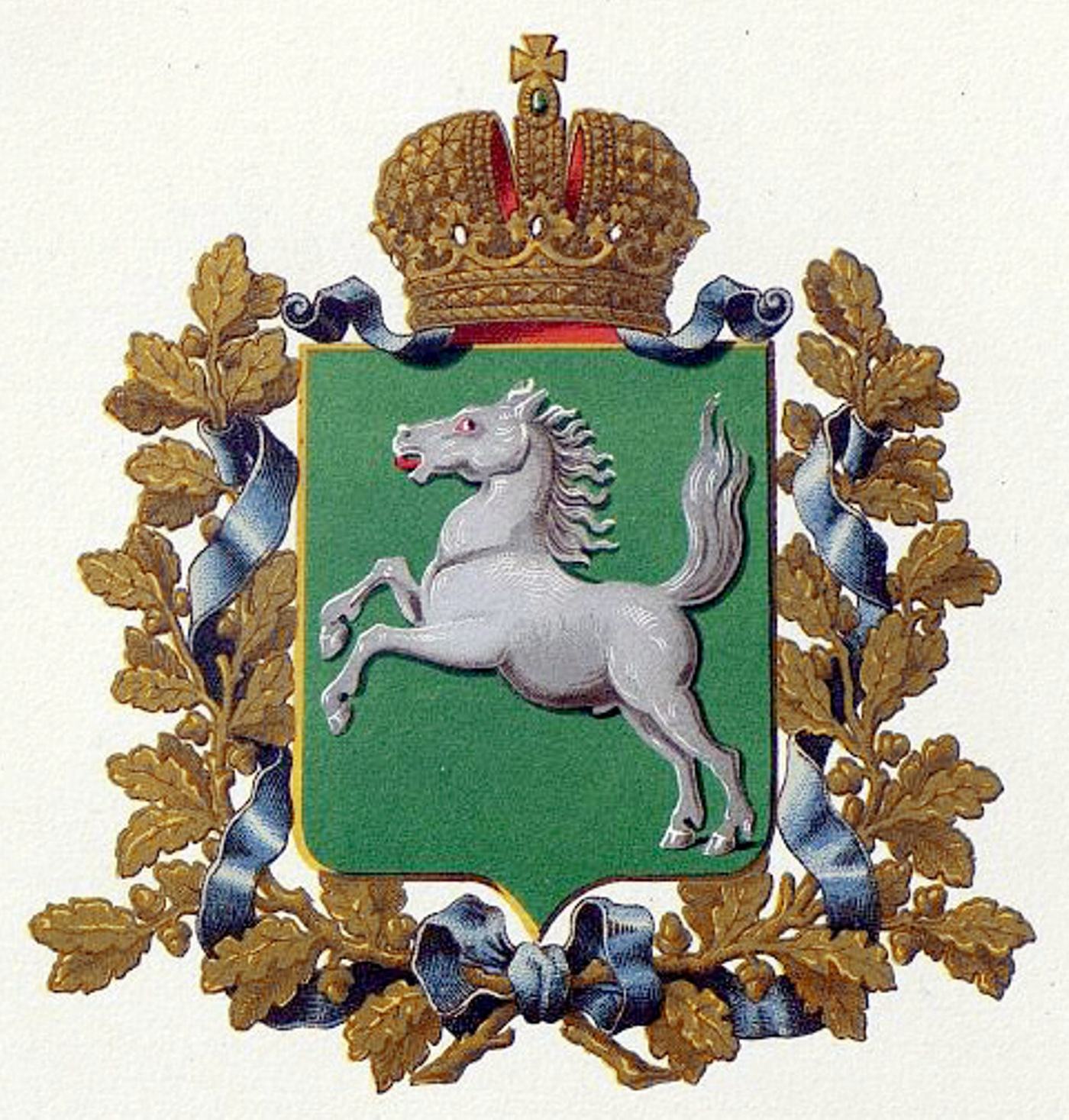
Wappen

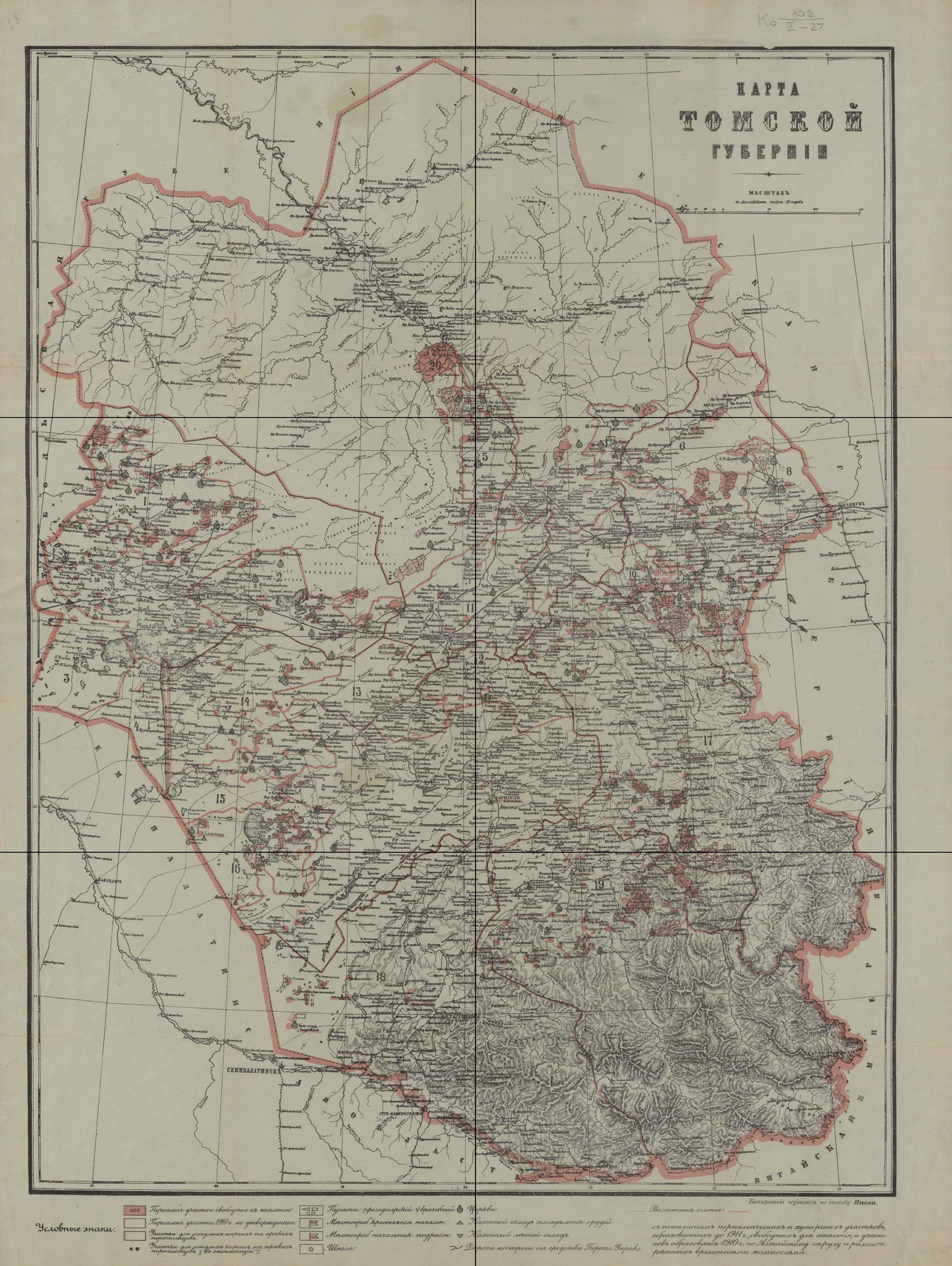
Karte (auf Russisch)

Das Gouvernement Tomsk (russisch Томская губерния/Tomskaja gubernija) war eine Verwaltungseinheit des Russischen Reiches in Westsibirien. Es umfasste das obere und mittlere Gebiet des Ob-Flusses. Es grenzte im äußersten Südosten an das Kaiserreich China, innerhalb Russlands an die Gouvernements Jenisseisk und Tobolsk sowie die Oblast Semipalatinsk. Es war viel größer als die heutige Oblast Tomsk und umfasste auch in etwa das Territorium der heutigen Oblast Nowosibirsk, der Region Altai, der Republik Altai, der Oblast Kemerowo sowie einige Landstriche im heutigen Ostkasachstan.
Das Gebiet hatte 857.682 km², Hauptstadt war Tomsk.
Das Gouvernement wurde 1804 von Tobolsk abgespalten, mit dem es bis 1882 das Generalgouvernement Westsibirien bildete. Schon 1783–1796 hatte es in der Gegend ein Gouvernement Kolywan gegeben. Nach dem Ersten Weltkrieg mehrfach durch die Bildung der Altairegion (1917), der Gouvernements Omsk (1919) und Nowo-Nikolajewsk (1921) verkleinert, ging es 1925 endgültig in der Region Sibirien auf.
Um 1900 zerfiel es in sieben Ujesdy (Kreise):
- Barnaul
- Bijsk
- Kainsk (heute Kuibyschew)
- Kusnezk (heute Nowokusnezk)
- Mariinsk
- Smeinogorsk
- Tomsk

## Statistik
Bei der ersten gesamtrussischen Volkszählung von 1897 wurden im Gouvernement 1.927.679 Einwohner gezählt. Die meisten waren Russen (1.658.041), daneben gab es noch Kleinrussen (Ukrainer) (99.300), Tataren bzw. Altaier (95.196), Kasachen, damals Kirgisen genannt (24.643), Mordwinen (14.702) sowie kleinere Gruppen. Wie überall in Sibirien war der Anteil der Deportierten bedeutend.
Für den Ackerbau waren im späten 19. Jahrhundert 24 Millionen Hektar geeignet; geerntet wurden Weizen, Hafer, Roggen, Gerste und Kartoffeln. Bedeutender war die Viehzucht; 1895 zählte man 1.440.611 Pferde, 1.261.146 Rinder, 1.507.815 Schafe und 268.098 Schweine. Es wurde Fischerei betrieben und der Honig von wilden Bienen in großer Menge gesammelt. Gold, Silber, Blei, Kupfer, Gusseisen lieferten die Hüttenwerke im Altai in beträchtlicher Menge, allerdings waren einige Lagerstätten Ende des 19. Jahrhunderts erschöpft und die Produktion erlebte einen Niedergang. Zu dieser Zeit im Abnehmen begriffen war auch die Bedeutung der Jagd auf Pelztiere, früher die fast alleinige Beschäftigung der Eingeborenen. Unter den gewerblichen Anstalten gab es in erster Linie die Hüttenwerke, dann Brennereien, Gerbereien, Brauereien, Talgschmelzereien, Seifen- und Lichtefabriken, Ziegeleien und andere, im ganzen (1895) 7570 mit einer Produktion von 8.285.192 Rubel.
Vor dem Bau der Transsibirischen Eisenbahn waren die Flüsse die bedeutendsten Verkehrswege. Nach deren Fertigstellung wurde die Verkehrs- und Bevölkerungsstruktur auf eine völlig neue Grundlage gestellt, was sich etwa am explosionsartigen Wachstum der Stadt Nowo-Nikolajewsk (dem heutigen Nowosibirsk) ablesen lässt.